# DJ Delirium
DJ Delirium, de son vrai nom Jeremy Malvasia, est un producteur et disc jockey américain de early et mainstream hardcore.

## Biographie
Pionnier de la techno hardcore, Malvasia participe à diverses compilations Thunderdome, publiées par ID&T, pendant les années 1990. En 1997 et 1998, il fait la couverture du magazine néerlandais Thunder Magazine. En 1997, il s'associe à Omar Santana et Rob Gee pour la sortie de la compilation Heroes of Hardcore - American Edition. En parallèle, Malvasia tourne principalement aux États-Unis, mais également à l'international, et en Europe.
Vers 2004, il s'associe à DJ Mad Dog pour la sortie de l'EP Tales of Jealousy en 2005 sur le label italien Traxtorm Records. En 2009, il participe au festival Earthquake, aux côtés notamment d'Amnesys et The Outside Agency. L'album live sortira sous le titre Earthquake - The In and Outdoor Hardcore Festival, en décembre la même année. 
En 2016, Satronica, chanteur américain, également participant de la scène techno hardcore, annonce la création du label Kontaminated Recordings, une succursale d'Industrial Strength Records. « Et ce qu'on essaye de faire, c'est publier de la musique du genre hard EDM, dans l'esprit du hardcore et du hardstyle, mais avec une légère différence de tempo. C'est entre 128 et 130 BPM avec l'esprit du hardcore. C'est légèrement plus accessible pour certains gamins aux States que ne l'est le hardcore et c'est ce qu'on essaye de pousser un peu plus loin. » En 2017, le DJ Deadly Buda payera Delirium pour utiliser l'un de ses morceaux dans un mix. 